# Hainbuchreut
Hainbuchreut (mundartl.: Hoabàreit(à)) ist ein Ortsteil der Gemeinde Tyrlaching im oberbayerischen Landkreis Altötting.

## Lage
Die Einöde Hainbuchreut liegt etwa drei Kilometer östlich von Tyrlaching.

## Geschichte
Der Name der Einöde bezeichnet einen gerodeten Hainbuchenwald (reuten = roden).